# Otakárkovití
Otakárkovití (Papilionidae) je čeleď velkých, barevných motýlů. Poprvé ji popsal v roce 1802 Pierre André Latreille. Tvoří ji více než 26 rodů a asi 605 druhů, většina z nich jsou tropičtí motýli, příslušníci této čeledi ale žijí na všech kontinentech kromě Antarktidy. Součástí této čeledi jsou také největší motýli na světě, příslušníci rodu Ornithoptera.
Otakárkovití se od ostatních motýlů liší v řadě anatomických znaků, z nichž nejvýznamnější je zvláštní orgán na hlavách housenek, nazývaný osmeterium, který se u žádné jiné čeledi nevyskytuje. Obvykle je skrytý, ale když se housenka cítí ohrožena, vysune se a vylučuje páchnoucí látky.
České jméno „otakárek“ přiřkl druhu papilio (latinsky „motýl“) Jan Svatopluk Presl na památku českého krále a velkého rytíře Přemysla Otakara II. po vzoru C. Linného, který motýla Papilio machaon pojmenoval podle řeckého bojovníka Machaóna.

## Seznam druhů v Česku
- otakárek fenyklový
- otakárek ovocný
- pestrokřídlec podražcový
- jasoň dymnivkový
- jasoň červenooký (v Česku v podstatě vyhynul)

## Galerie

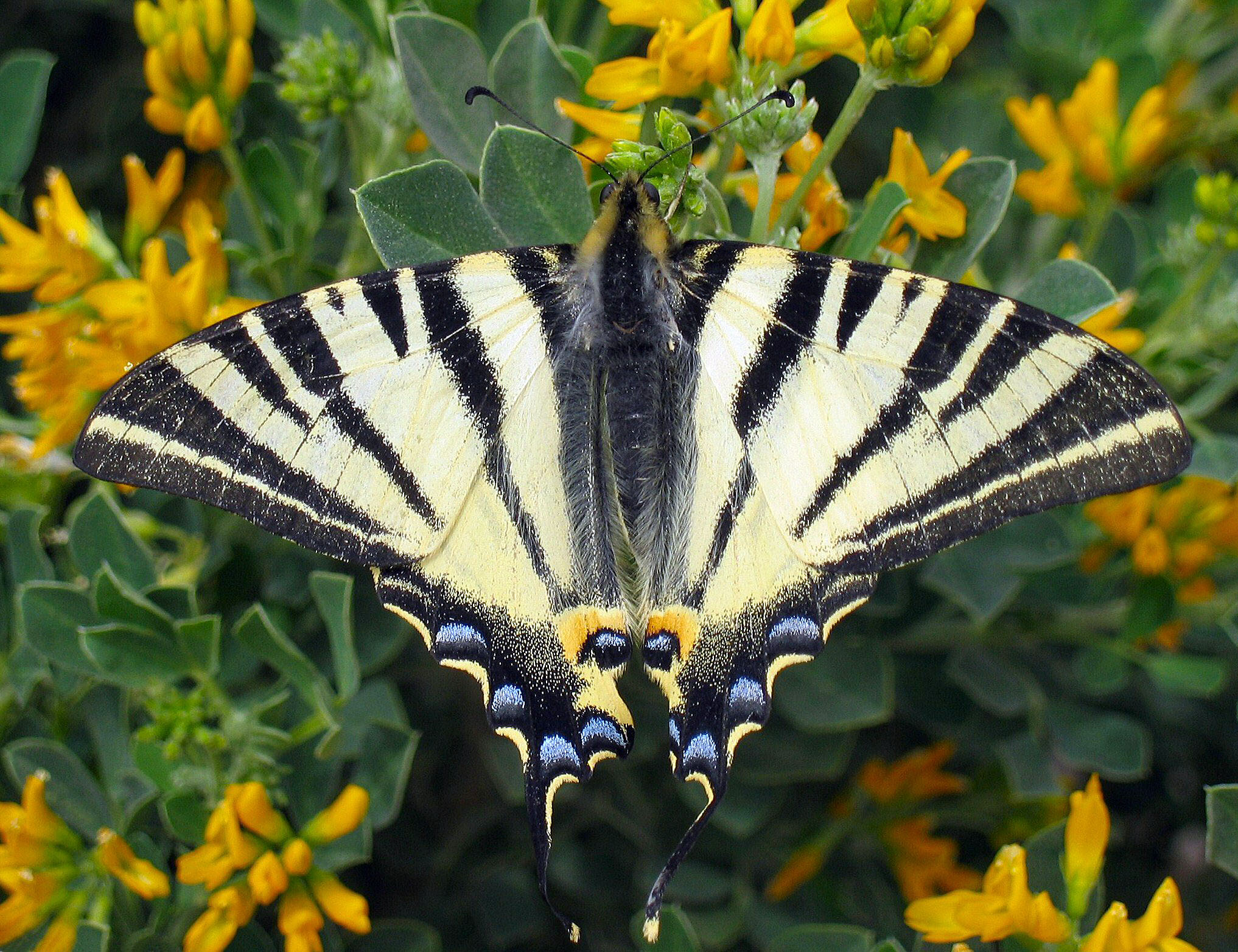
Iphiclides podalirius
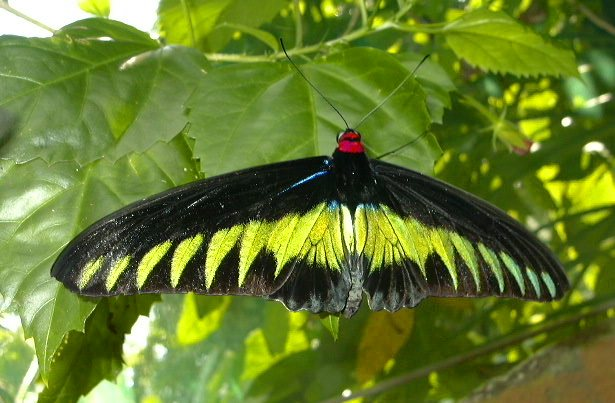
♂ Troides brookiana
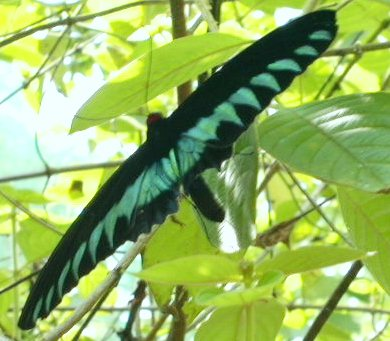
♂ Trogonoptera trojana
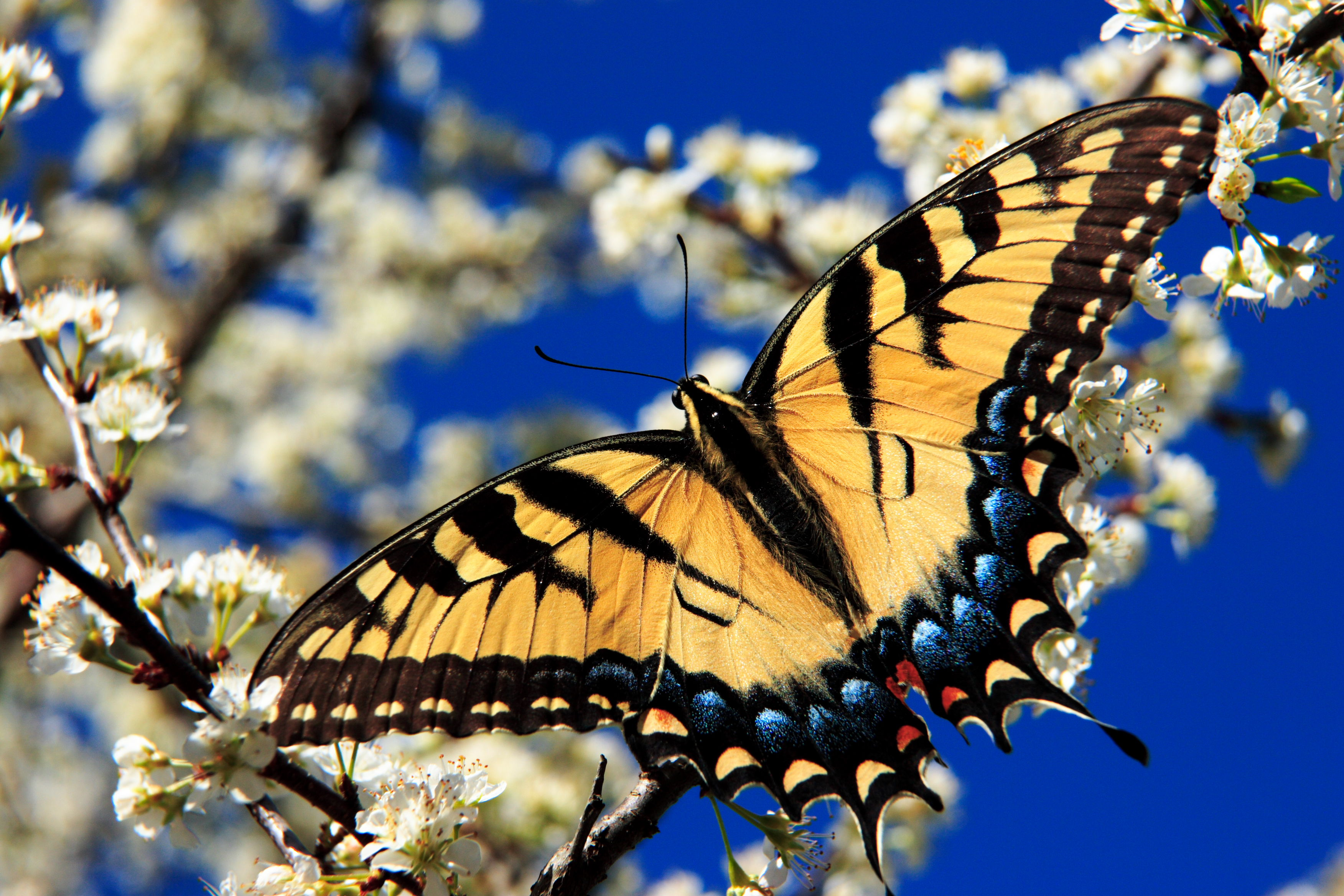
Papilio glaucus
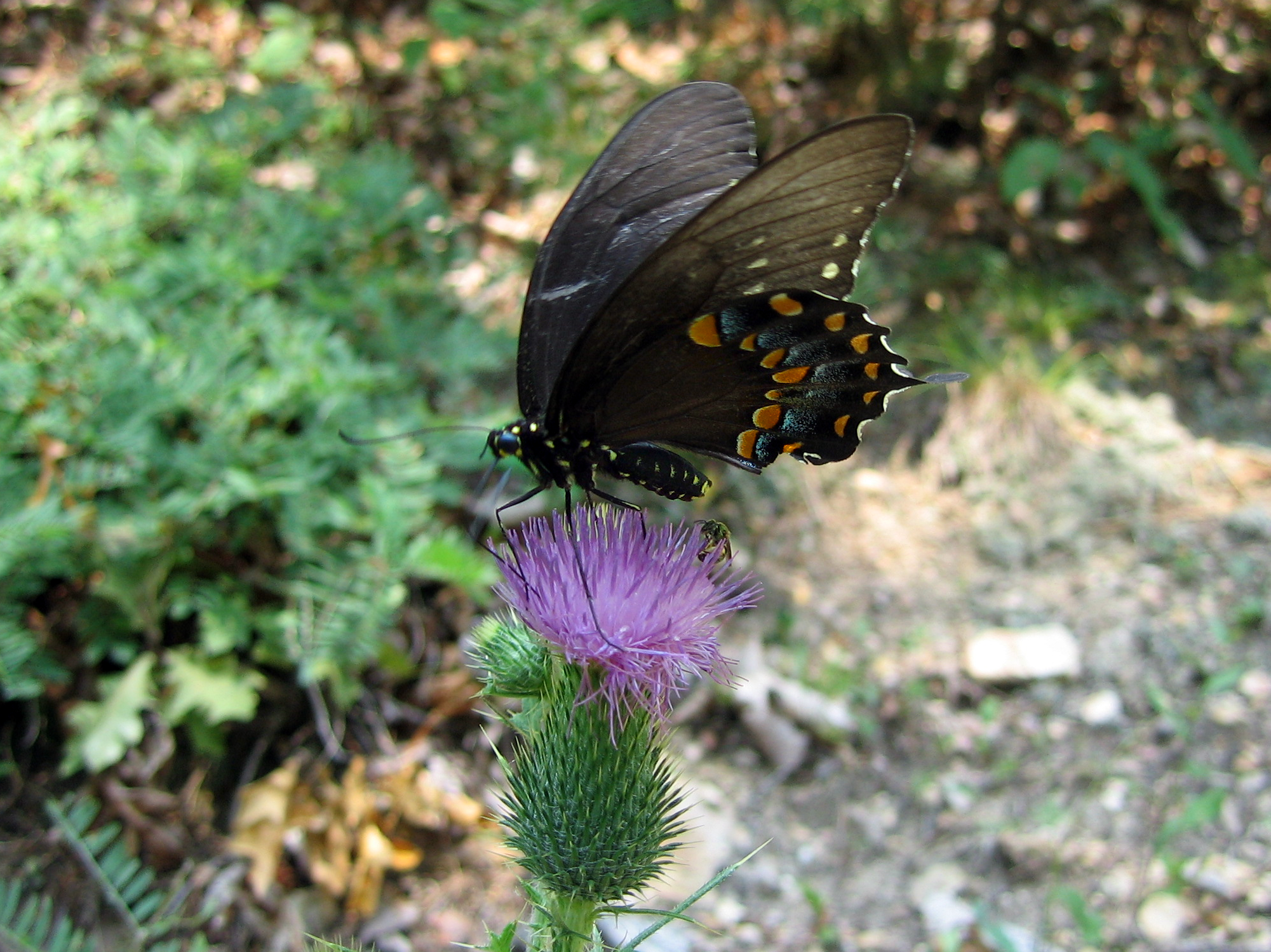
Papilio polyxenes
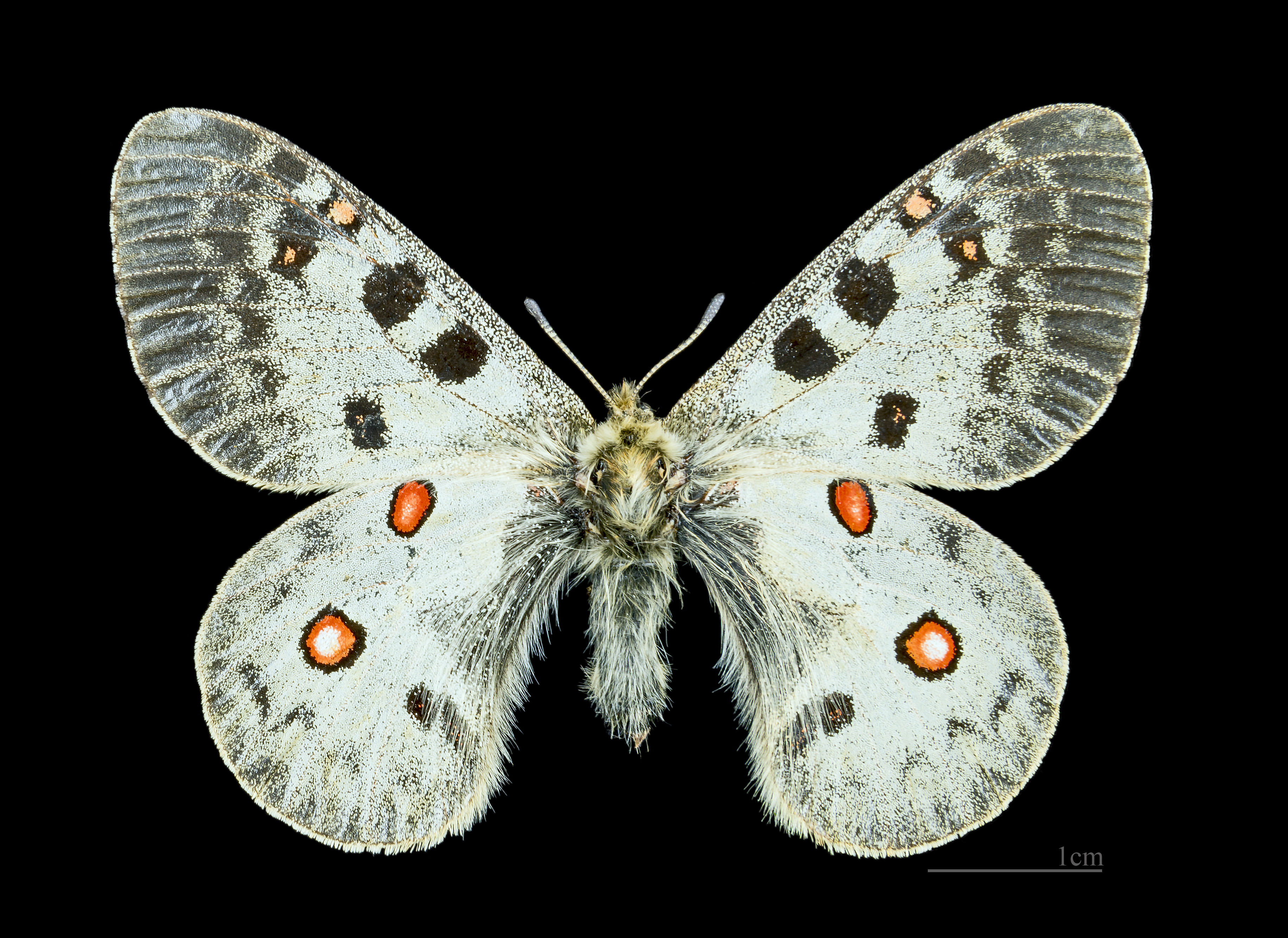
Parnassius phoebus
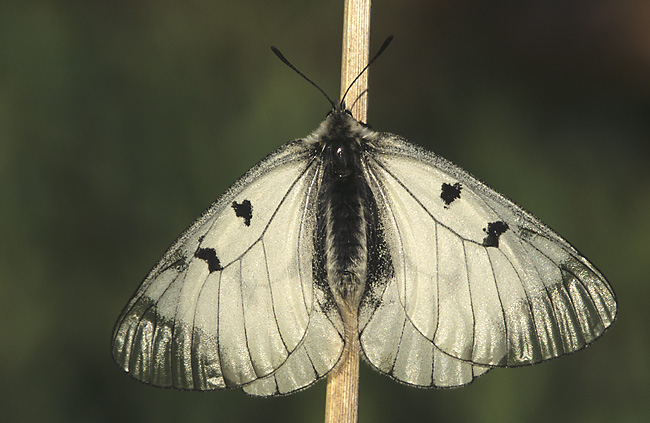
Parnassius mnemosyne
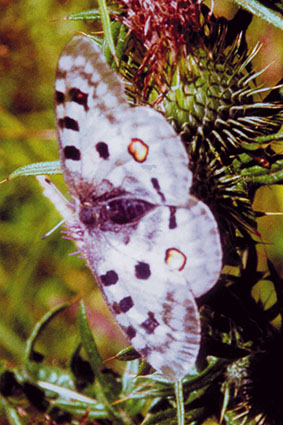
Parnassius apollo
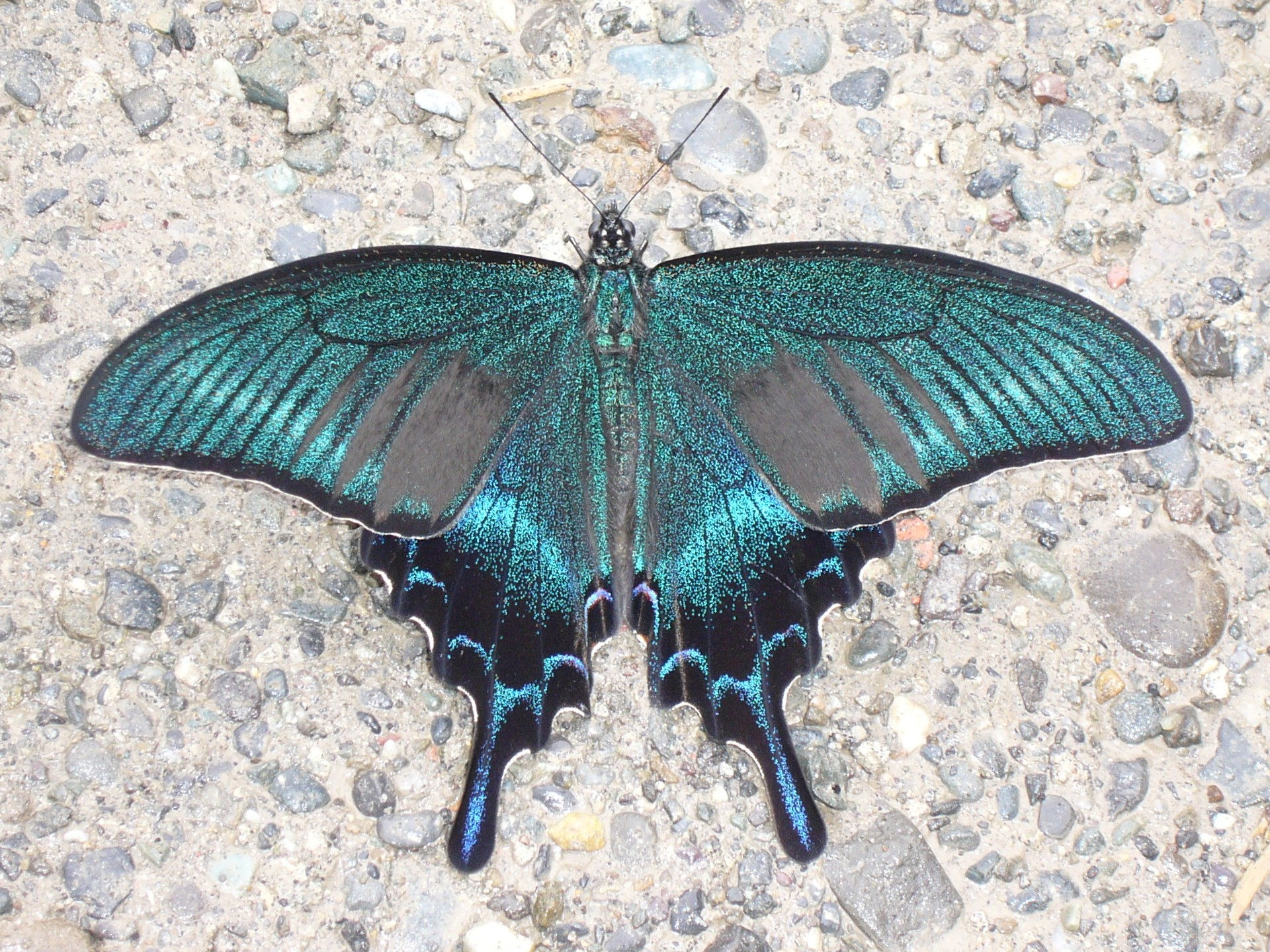
Papilio maackii
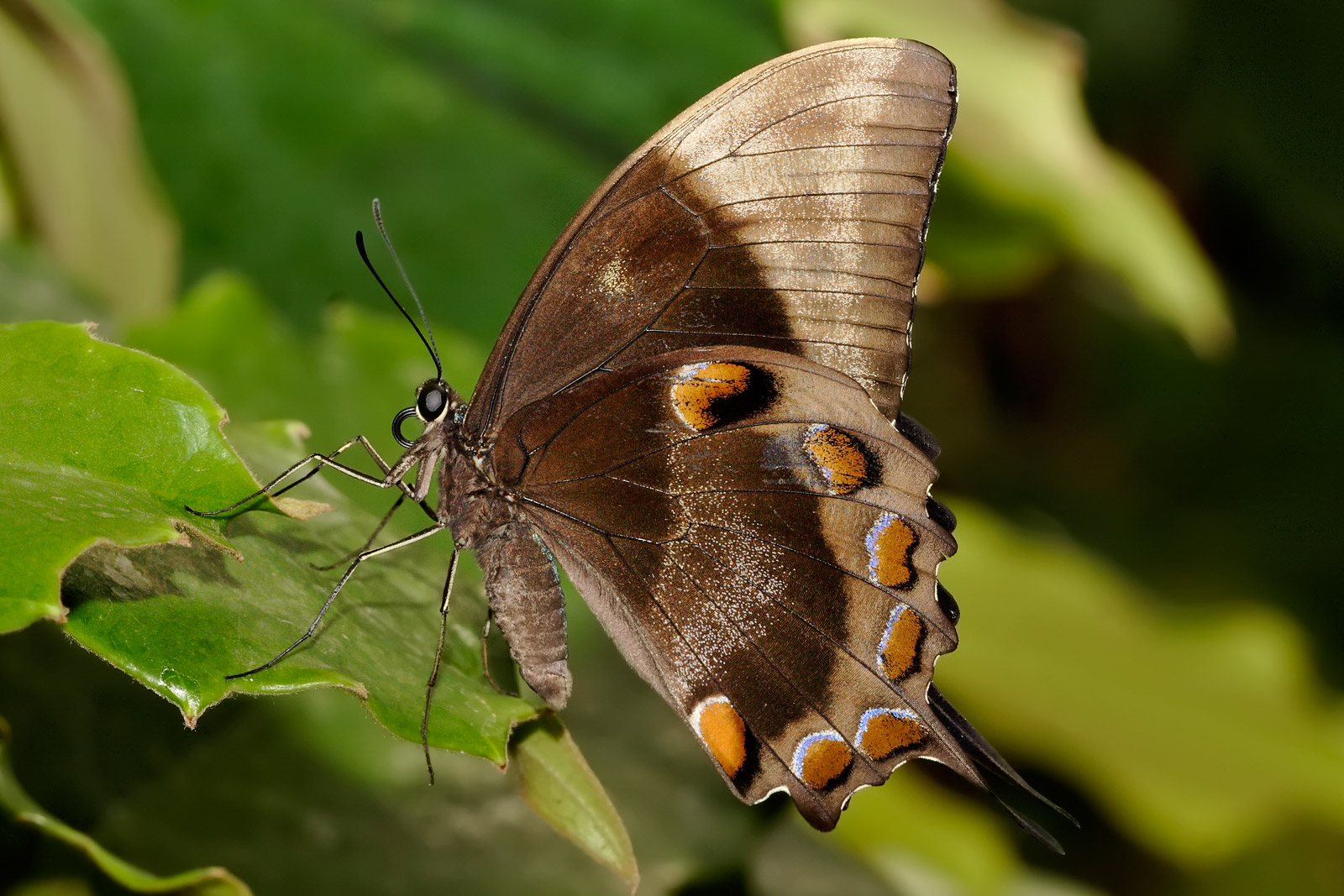
Papilio ulysses
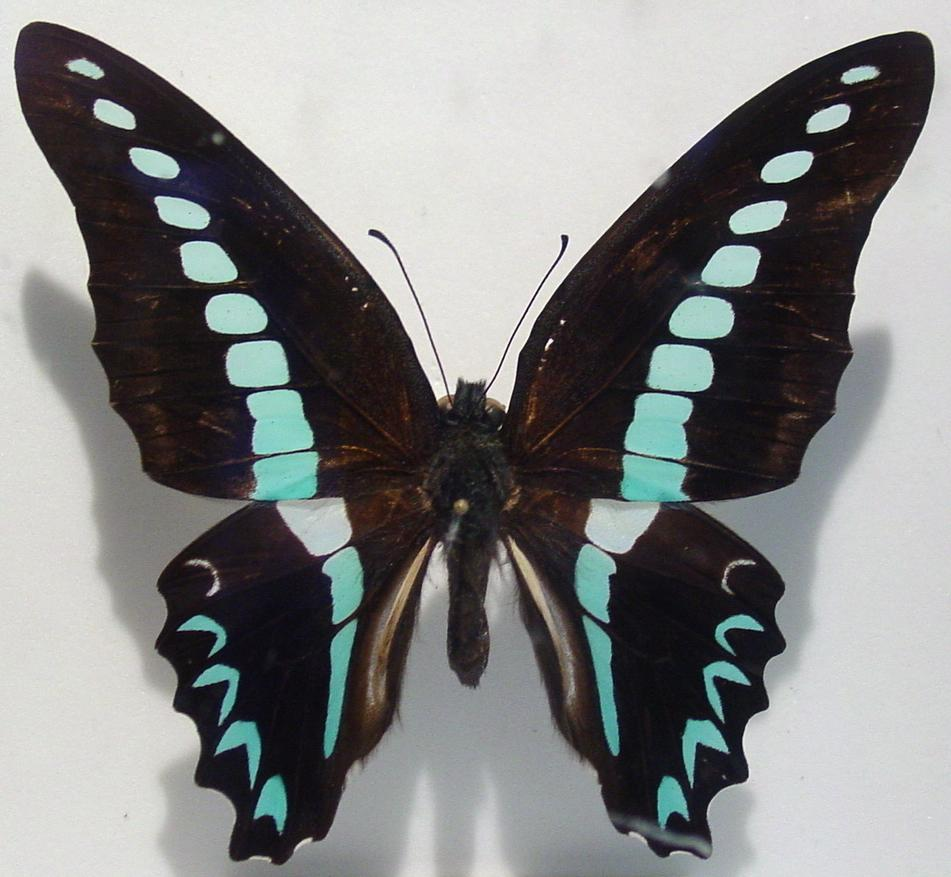
Graphium sarpedon
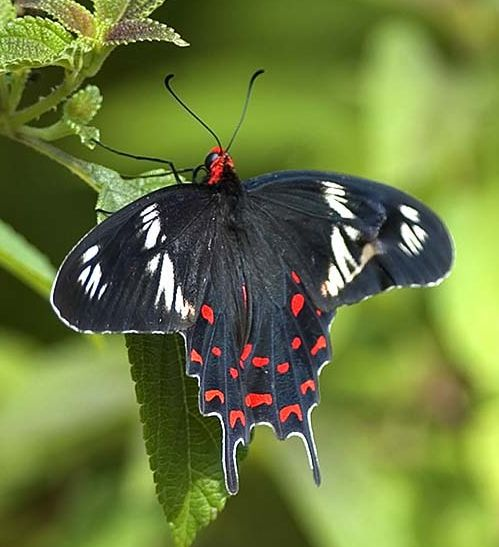
Pachliopta hector
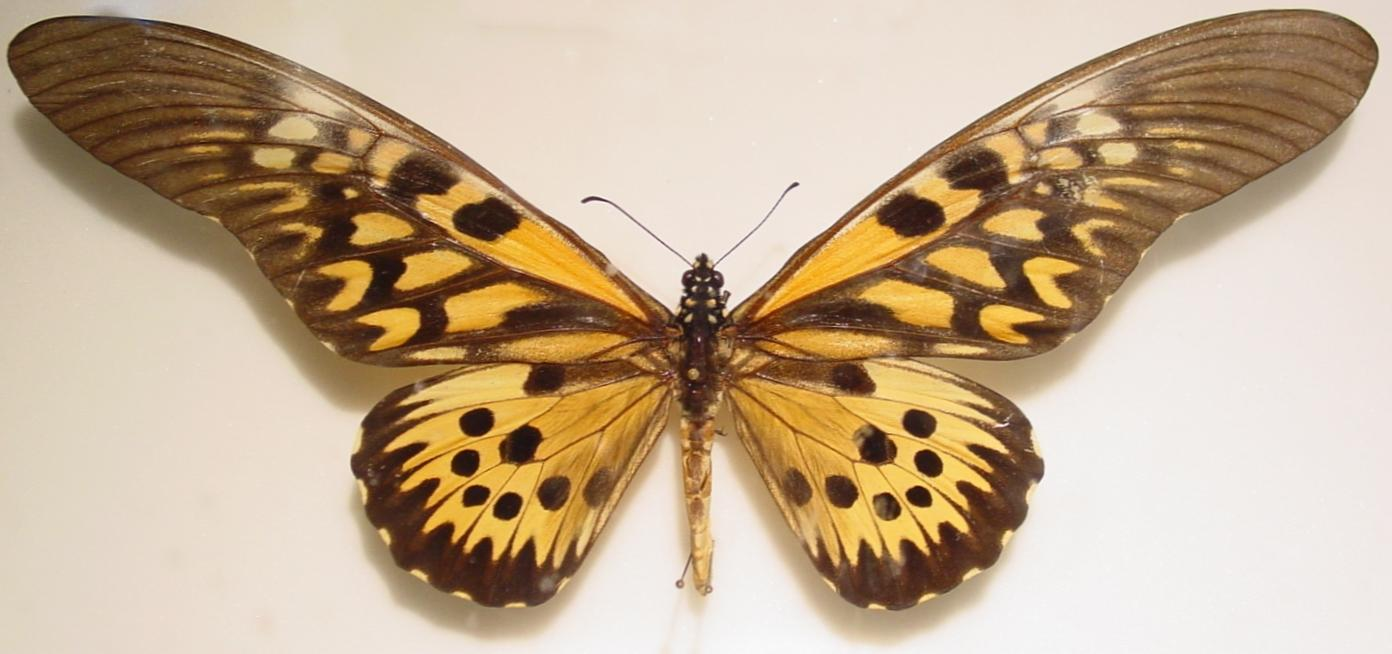
Papilio antimachus
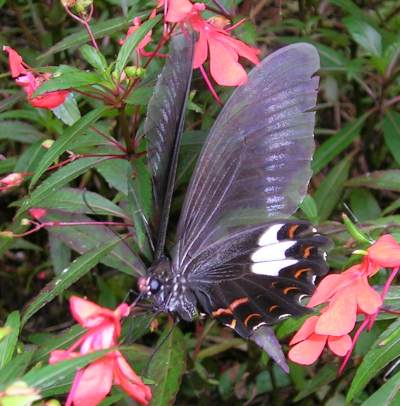
Papilio helenus
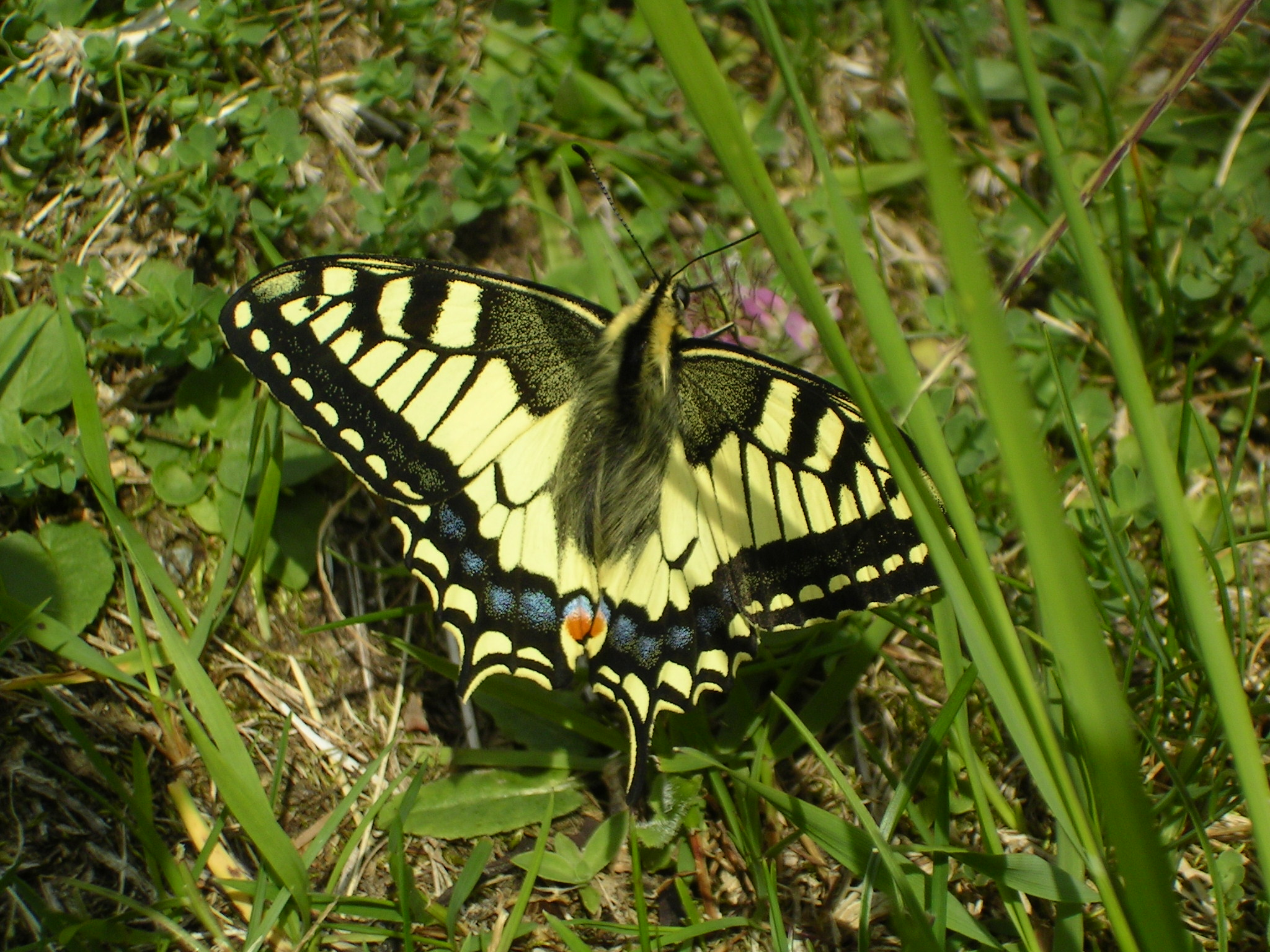
Papilio machaon
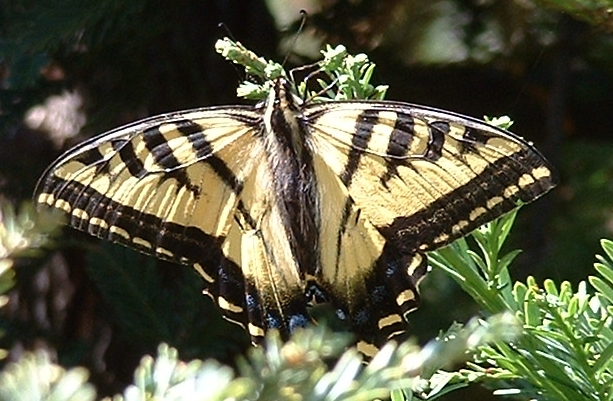
Papilio rutulus
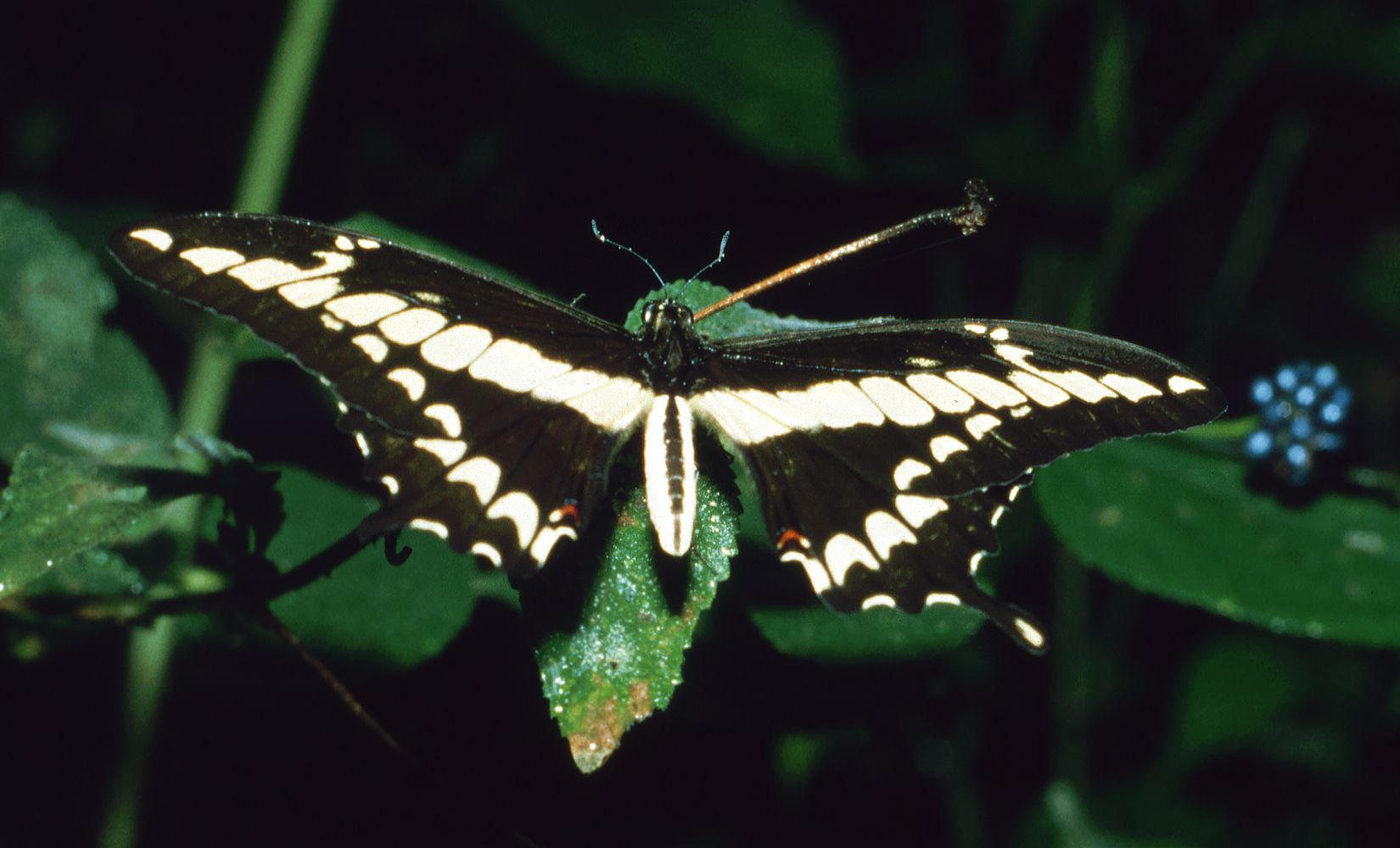
Papilio thoas
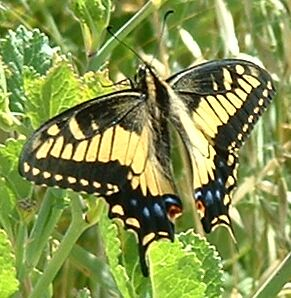
Papilio zelicaon
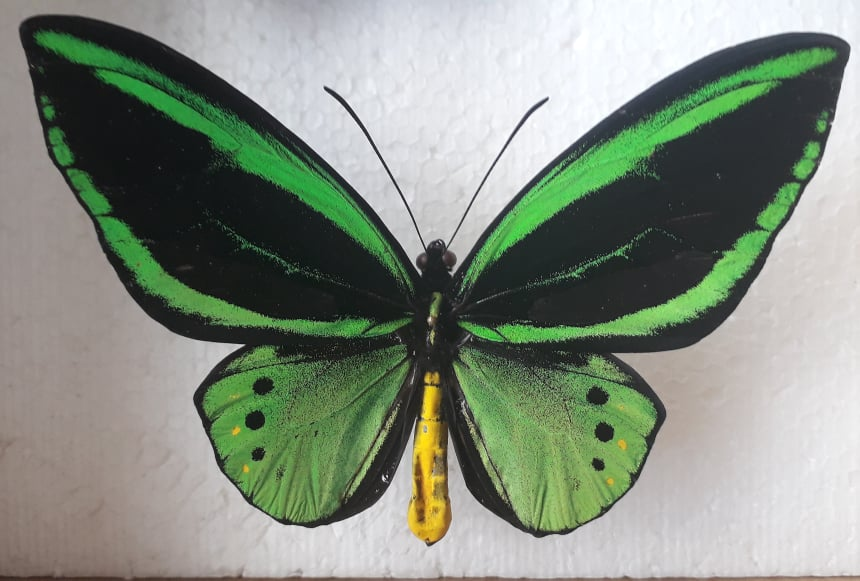
Ornithoptera priamus
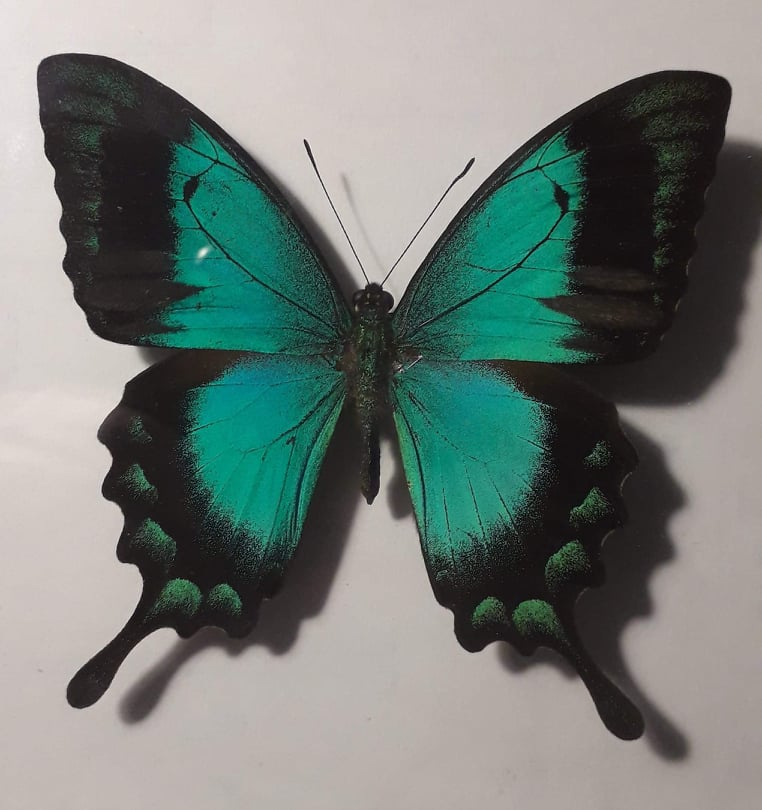
Papilio lorquinianus
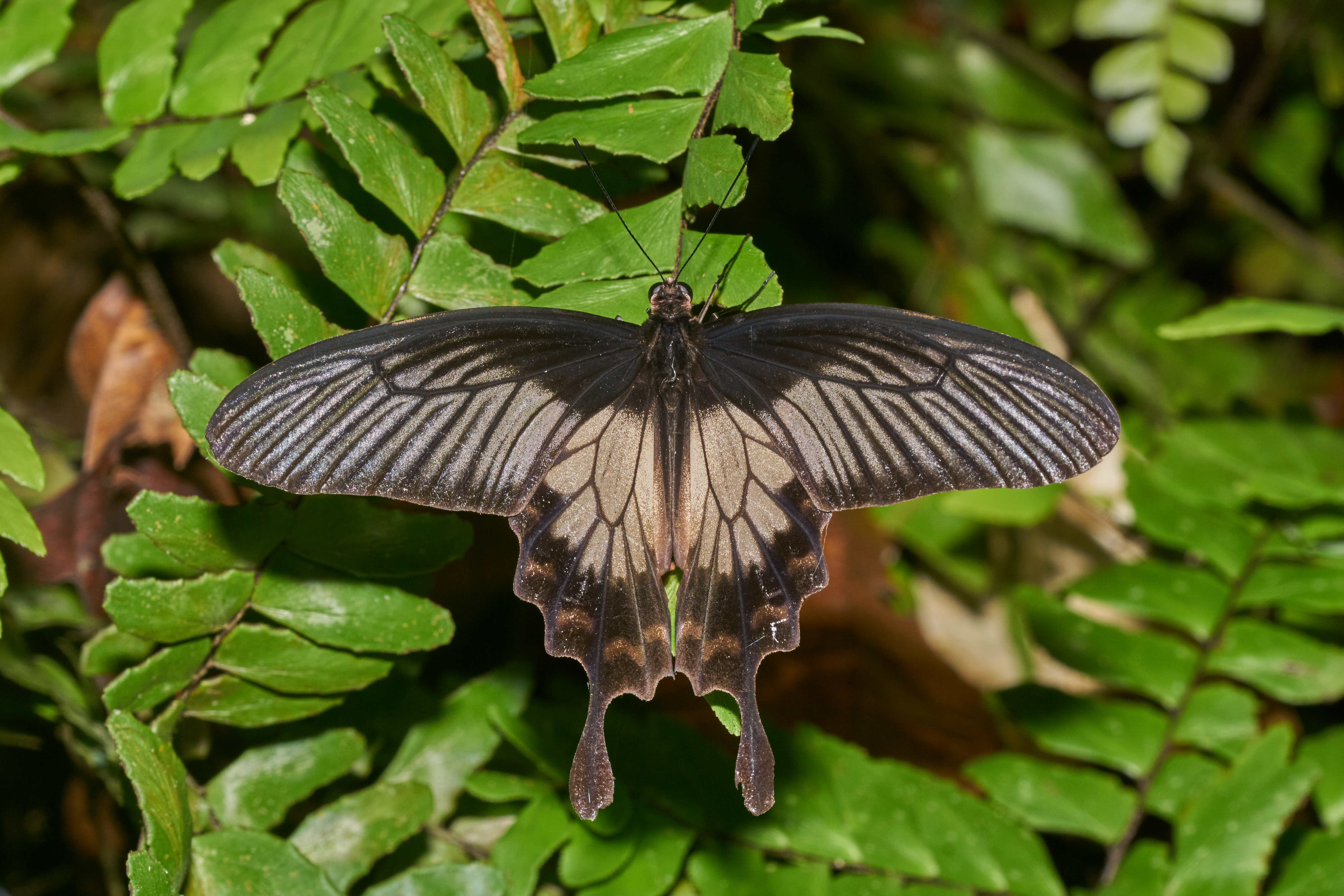
Atrophaneura pandiyana